# Dienst (Architektur)

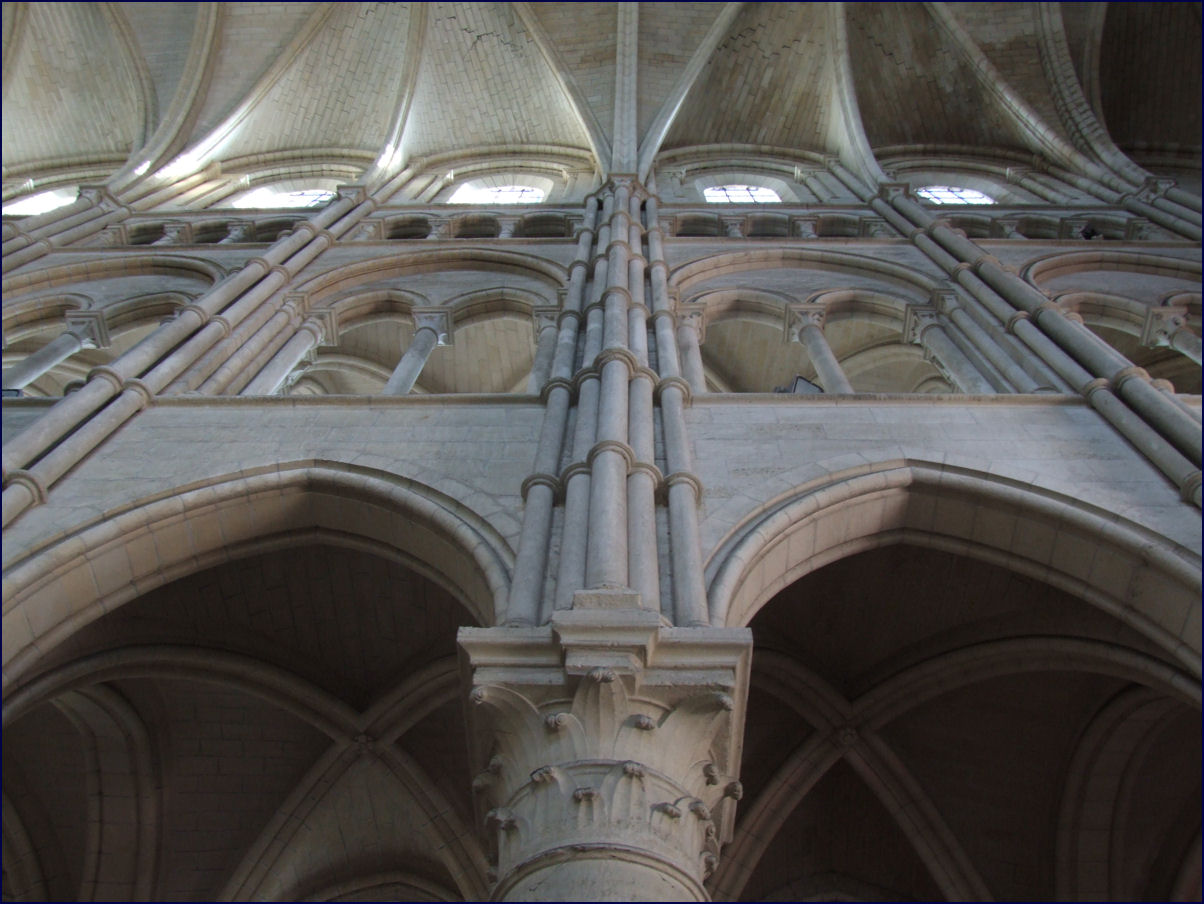
Dienstbündel mit verkröpften Schaftringen in der Kathedrale von Laon

Ein Dienst ist in der gotischen Baukunst ein viertel- bis dreiviertelkreisförmiges oder birnenförmiges, schlankes Säulchen, das Gewölbegurte, Gewölberippen oder Archivolten trägt.

## Begriff
Die Bezeichnung Dienst wurde von Georg Gottfried Kallenbach 1843/45 in die baugeschichtliche Literatur eingeführt, die zuvor nur Säulchen, Stabwerk usw. verwendete. Der Begriff Dienst soll allerdings aus der älteren Handwerkssprache stammen. Tatsächlich ist in den Wochenrechnungen des Prager Dombaus bereits 1372/78 neben der Bezeichnung zeul czu failer auch failerdinst, sichte pilaris dicte dinst oder mehrfach der einfache Ausdruck dinst zu finden.

## Geschichte, Gestaltung und Verwendung
Der gotische Dienst entwickelte sich aus der schlanken romanischen Wandsäule. Er ist in der Regel an einen Pfeilerkern angegliedert oder um ihn herum angeordnet (vgl. Bündelpfeiler) oder der Wand vorgelegt (Wanddienst) und ‚bedient‘ Gurte und Rippen der darauf liegenden Bögen oder Gewölbe. Mehrere zu einer Gruppe zusammengefasste Dienste bilden ein Dienstbündel. Der Dienst hat Basis und Kapitell, die in der Entwicklung des gotischen Stils immer kleiner werden und schließlich ab dem 15. Jahrhundert wegfallen. Der Dienst kann durch Schaftringe (Wirtel) oder verkröpfte Gesimse unterteilt sein. Dienste steigen gewöhnlich vom Boden oder von einem Sockel auf, können aber auch erst über den Arkadenkapitellen beginnen.

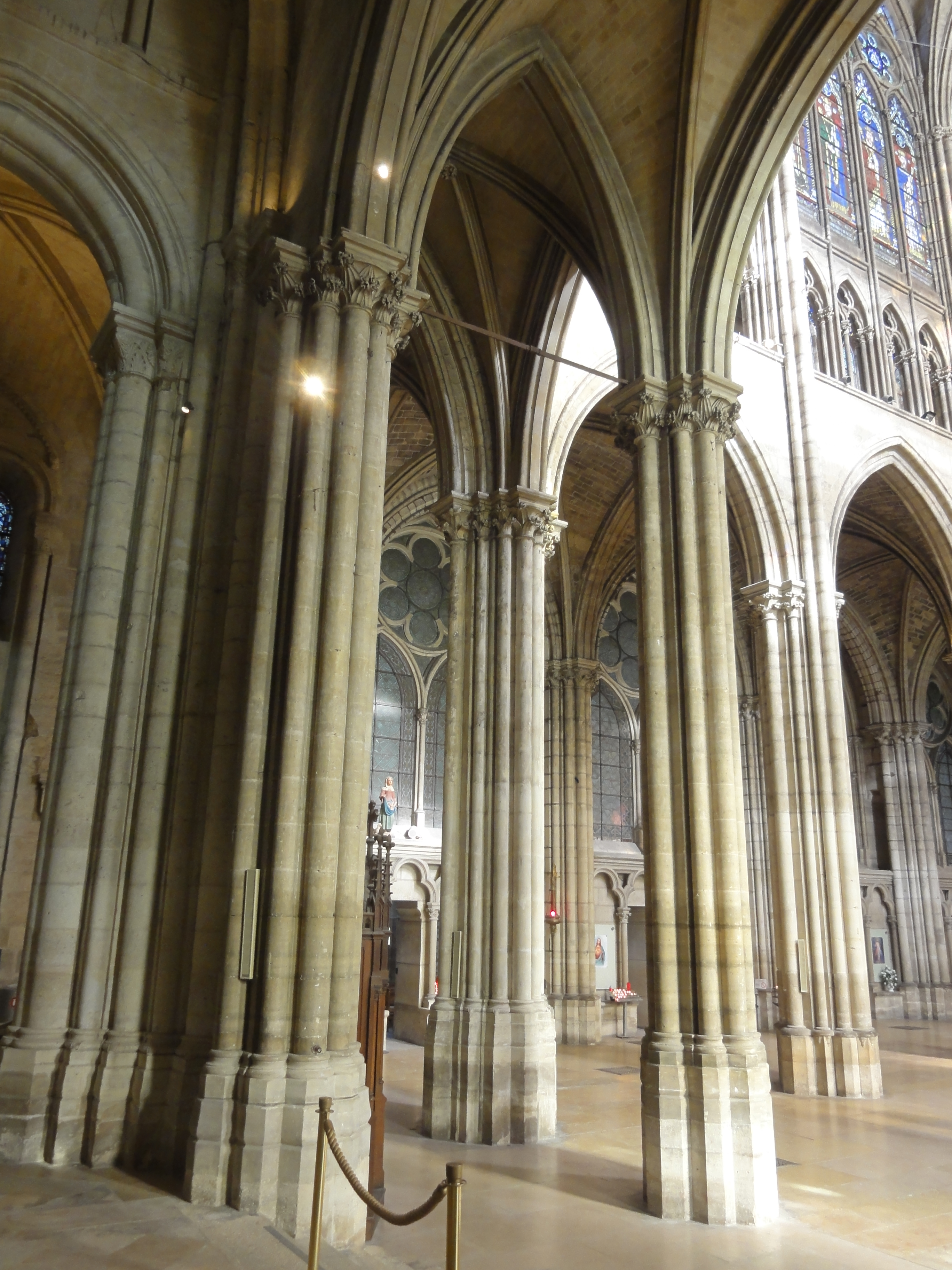
Bündelpfeiler und Gewölbedienste, Kathedrale von Saint Denis

Fehlen Dienste als Gurt- oder Rippenträger kann deren Funktion von Konsolen übernommen werden.

### Alte und junge Dienste
Einige Bauhistoriker unterscheiden die Dienste eines Bündelpfeilers oder Dienstbündels begrifflich nach ihrem relativen Durchmesser. Ein Alter Dienst ist ein dickerer Dienst, dagegen ein Junger Dienst ein weniger betonter, dünnerer Dienst. Vereinzelt gebräuchlich sind gleichbedeutend die Bezeichnungen starker Dienst und schwacher Dienst. Andere Autoren bezeichnen die Fortsetzungen sowohl der Quer- als auch der Längsgurte als alte Dienste und nur diejenigen gotischer Rippen als neue Dienste.

## Konstruktive und funktionelle Bedeutung
Dienste setzen sich nach oben in die Gurte bzw. Grate oder Rippen eines Gewölbes hinein fort und scheinen so deren Lasten abzutragen. Doch während kräftige Wandpfeilervorlagen tatsächlich als innere Verstärkung der äußeren Strebepfeiler wirken und als Widerlager des Gewölbeschubs eine im statischen Sinne echte baukonstruktive Bedeutung einnehmen können, übernehmen die schlanken Stäbe und Säulchen der Dienste lediglich einen funktionelle Bedeutung, „insofern sie das Auge aufwärts zum Gewölbe führen und als Leitkörper dynamischer Kräfte erscheinen.“ In der hochgotischen französischen Form wirken die Dienste nach Ernst Gall „als Ständer eines hochaufschießenden Gerüstes“.